# 東山トンネル (愛知県)
東山トンネル（ひがしやまトンネル）は、愛知県の名古屋市千種区鏡池通と名古屋市名東区藤巻町の間にある名古屋高速2号東山線の道路トンネルである。
なお、東山トンネルと一体で建設された四谷出入口 - 高針JCT間の道路法定上の名称は名古屋市道高速1号四谷高針線（なごやしどうこうそくいちごうよつやたかばりせん）である。

## 概要
東山トンネルは、名古屋市東部地域と名古屋市都心部を連結する名古屋高速2号東山線の一部分を形成している。名古屋市の千種区と天白区、名東区にまたがる市内東部のトンネルで、2号東山線の東側に位置する。
起点の千種区鏡池通4丁目は、名古屋市道鏡ヶ池線と接続し、同線の半地下道路と連結している。一方、終点の名東区藤巻町は高架道路と接続しており、上り線（西行き）は高針集約料金所をトンネル坑口前に配置している。
2号東山線は当初計画案では若宮大通から広小路通へバイパスのうえ高架構造で東名高速道路名古屋IC直結で計画されていたものを、沿線住民の環境面における反対運動によって高針JCT直結ルートに変更された。この変更過程で通過ルートとして選定されたのが東山公園である。東山公園一帯は人口密集地帯の名古屋市において数少なくなった自然林であり、住居が点在する緑多き丘陵地帯でもある。この地に高速道路を建設することから自然保護、生態系保全、景観保全、騒音や排気ガス等の自動車公害を極力抑えるためにトンネル構造を採用した。また、名古屋高速における唯一のトンネルであり、都心環状線側は半地下区間と接続しているため、両区間を合わせると5.5kmに渡って地下道路が形成されている。トンネル区間はこの内の東行き3,560m、西行き3,190ｍとなっており、上下線分離構造の双設トンネルとなっている。

## トンネル構造と建設工事

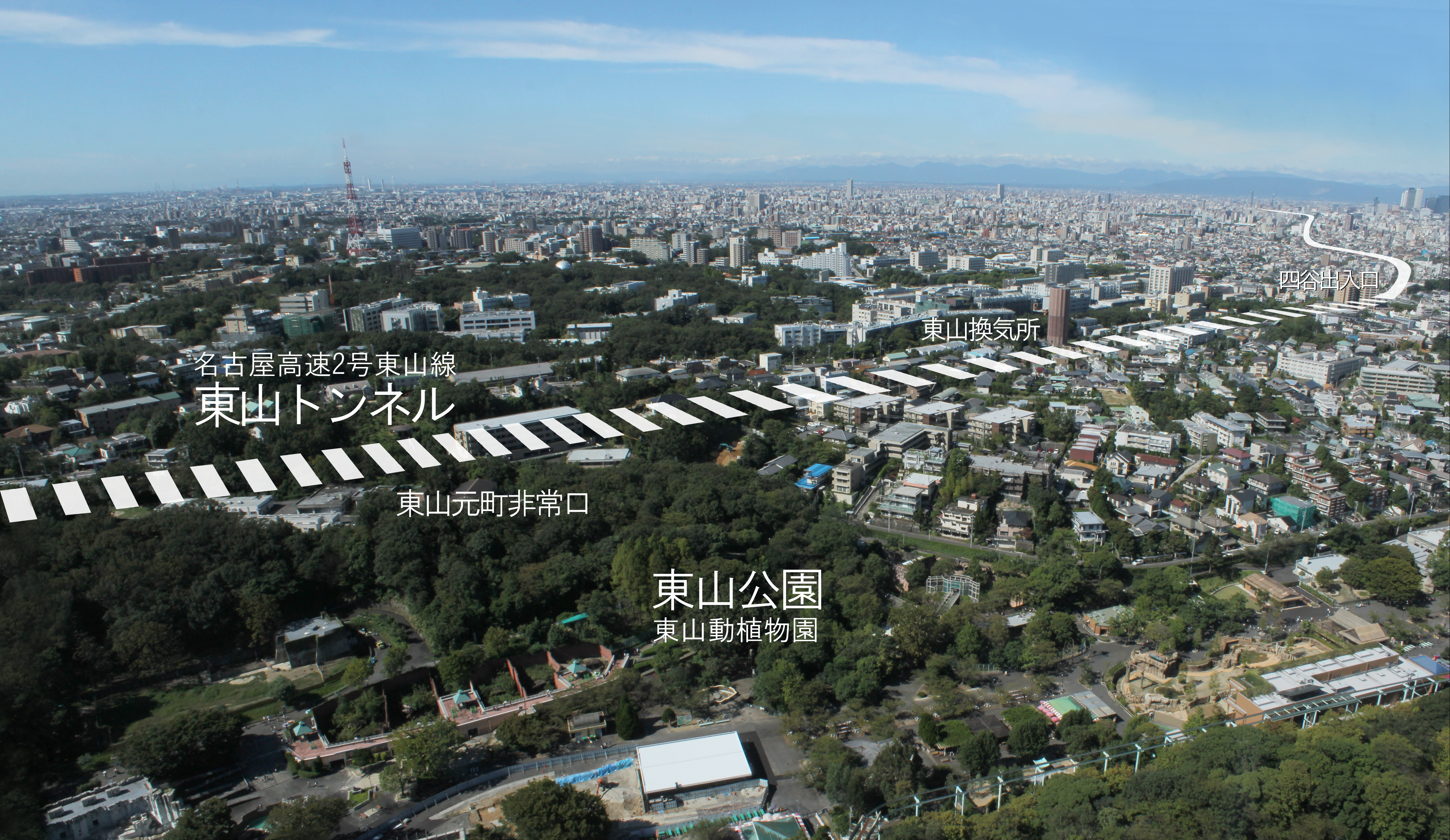
トンネル区間西側
ほぼ住宅街の下を通過する。

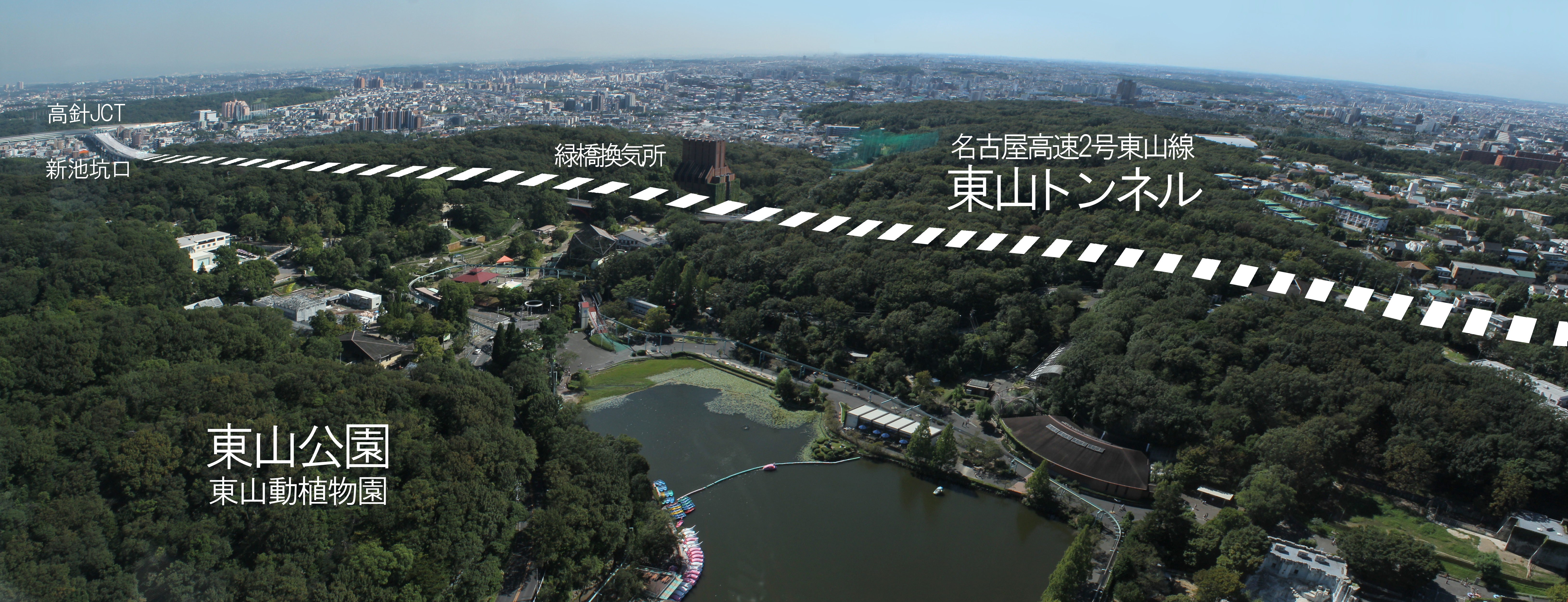
トンネル区間東側
概ね東山公園区域内を通過するが、新池坑口にほど近い森林には民家が点在し、なおかつ低土被り区域である。

トンネル区間の内、千種丘陵と呼称される山岳地帯については山岳トンネル構造を採用し、名古屋市道鏡ヶ池線から山岳部への移行区間については開削トンネル構造を採用している。また、接続する吹上側の市道直下の区間は半地下式を採用しているが、これは車両火災の緊急時において、天井に開口部のある半地下式の方が排煙など安全面で有利との判断によっている。
都市トンネルであることから、渋滞時の排気ガス対策や火災時の影響などを考慮して横流換気方式を採用している。このため、トンネル幅は13 - 14m、高さは10 - 12mとして、これは全国的にも施行例が少ない大断面仕様となった。これを東行き、西行きそれぞれで設けた。
採掘場所の東山丘陵地域は軟質な未固結の砂質土、粘性土で構成され、土被りが5 - 50mと浅く、なおかつ低土区間に民家が点在するなど厳しい条件が揃っていた。この条件下で、経済面と突き合わせた最適な工法として山岳工法（NATM工法）を採用した。別に2点の工法も検討し、うち1つが実績豊富なシールド工法であった。シールド工法は工費は高いが工期は短く、地表沈下に与える影響も少ない。しかし、シールド工法で安全とされる土被りの量は1.0D（D=トンネル外径）とされ、新池坑口にほど近い藤巻町周辺の土被りは0.4Dで極めて危険とされた。このため、別工法の併用で見積もった結果、山岳工法よりも割高となったことでシールド工法は見送りとなった。山岳工法はシールド工法と異なって工期が長いという欠点があり、経済面の配慮から工期短縮のために複数箇所の立坑を設け、そこから採掘を開始することとなった。また、同じく工期短縮のためにロジンジェットパイル等の先受け工およびベンチカット工法を組み入れることとした。
この採掘計画を推し進めるタイミングで、施工部の底部から2.7mの近い位置で、名古屋市営地下鉄名城線の延伸工事が交差する形で進められていた。さらにその直上には多数の埋設物がある名古屋市道四谷通線が横断することから、上下方向に対する沈下対策が要された。このため、側壁先進導坑をあらかじめ掘り、そこから脚部補強杭を打ち込んだ他、パイプルーフ工法を採用のうえ沈下を極力抑えた。また、現場付近には名古屋大学があり、この研究施設では100万ボルトの超高圧電子顕微鏡が稼働していた。この電子顕微鏡は1万分の2ミリまでの極小物を観察できる反面、振動に弱いことから設置に当たっては必要十分な振動調査を行ったうえで据え付けた経緯がある。よって、トンネル工事の振動が研究に影響を与えることがないよう、大学の要請を受けた公社は、工法や作業時間帯に配慮した工事を行った。大学側は他にも、完成のあかつきには地下走行する通過車両の振動に懸念を伝えてきたが、こちらは顕微鏡のダンパー改良で対応している。

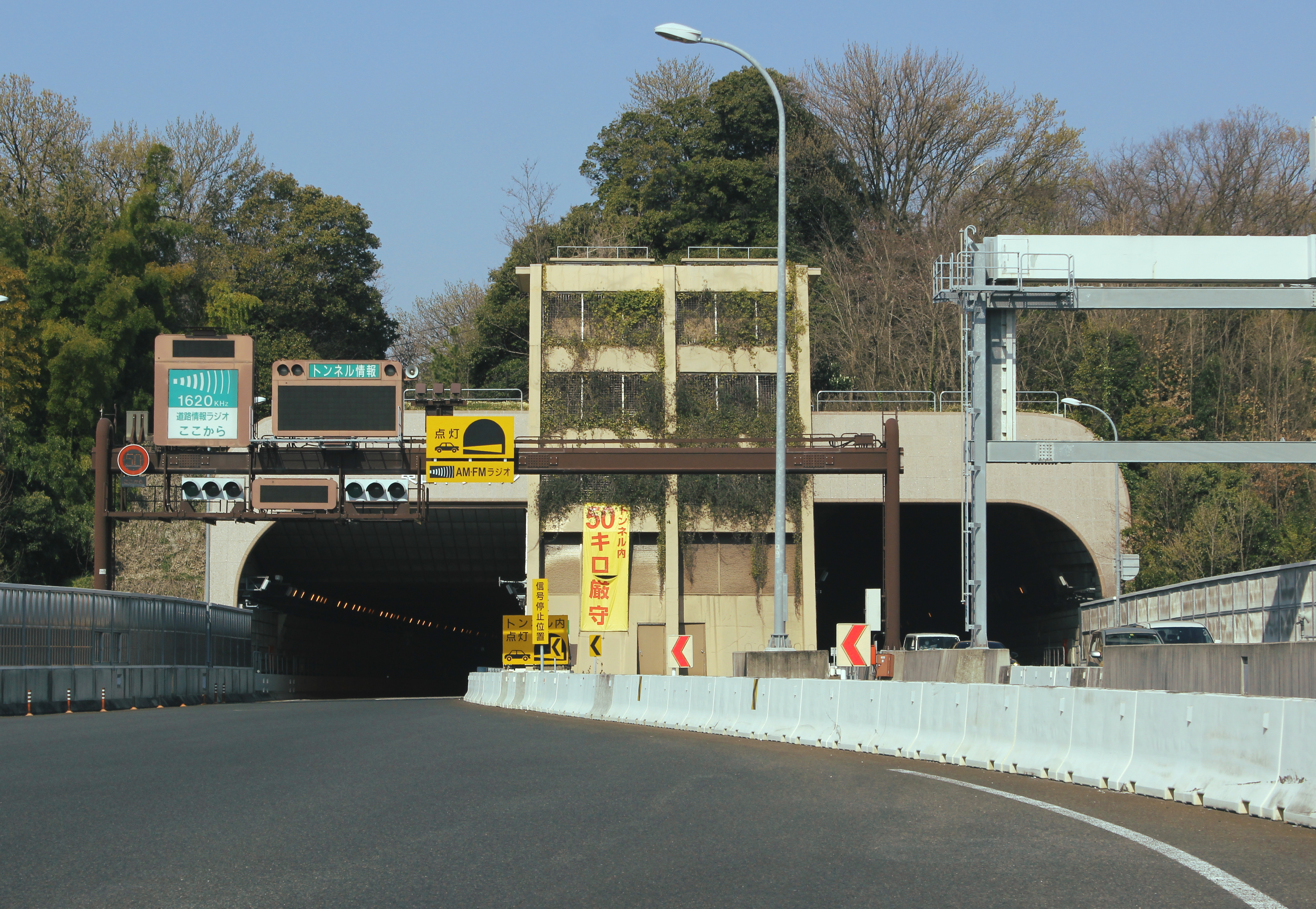
高針側の出入口（新池坑口）は高架橋と接続する[25]。中央の分離帯は非常時の転回路[26]。坑口前に高針本線集約料金所を配置する。
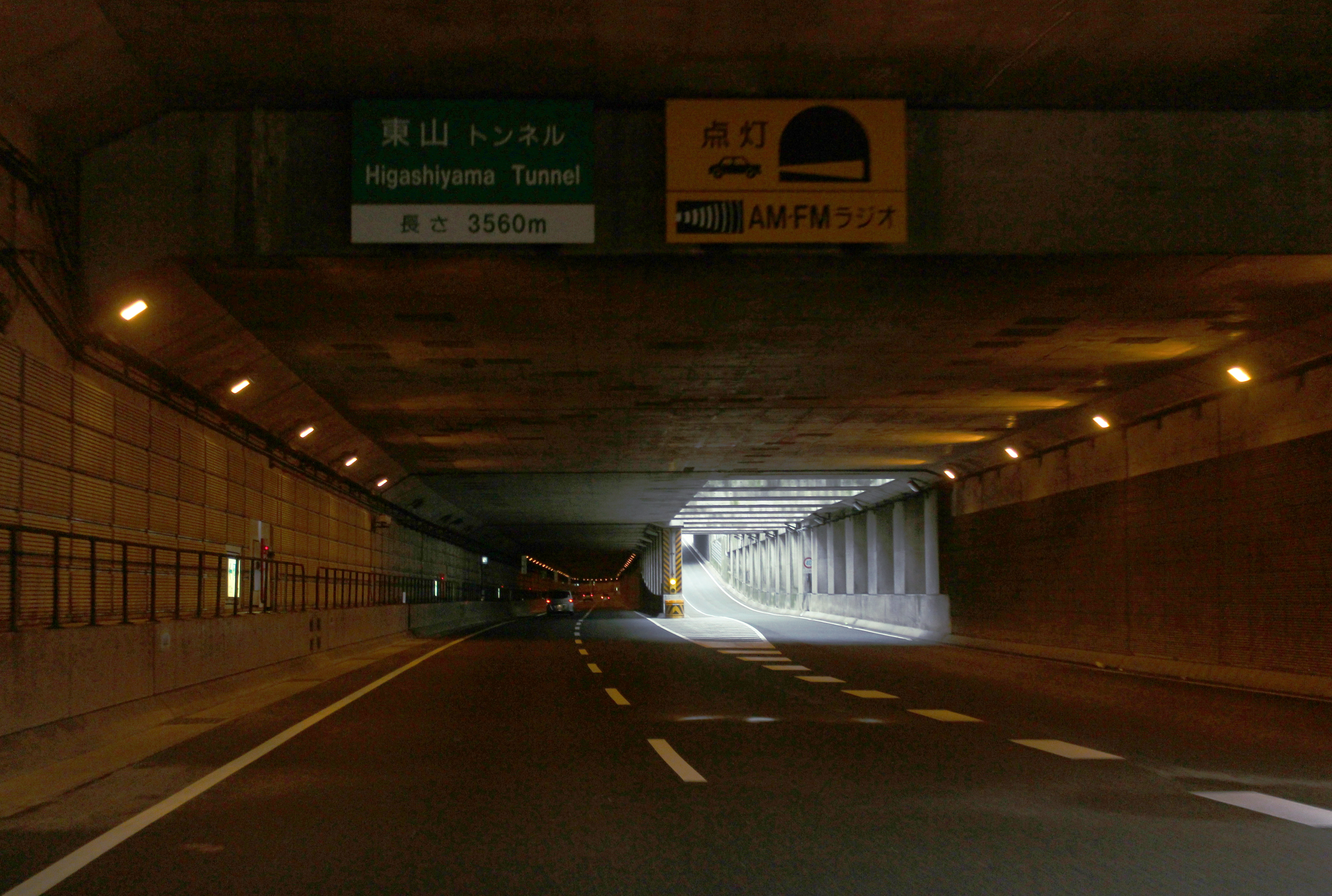
四谷側トンネル入口は半地下部と接続。右の流出路は四谷出口。出口付近の直上にはボックストンネルが設置され山崎川が流下する[27]。
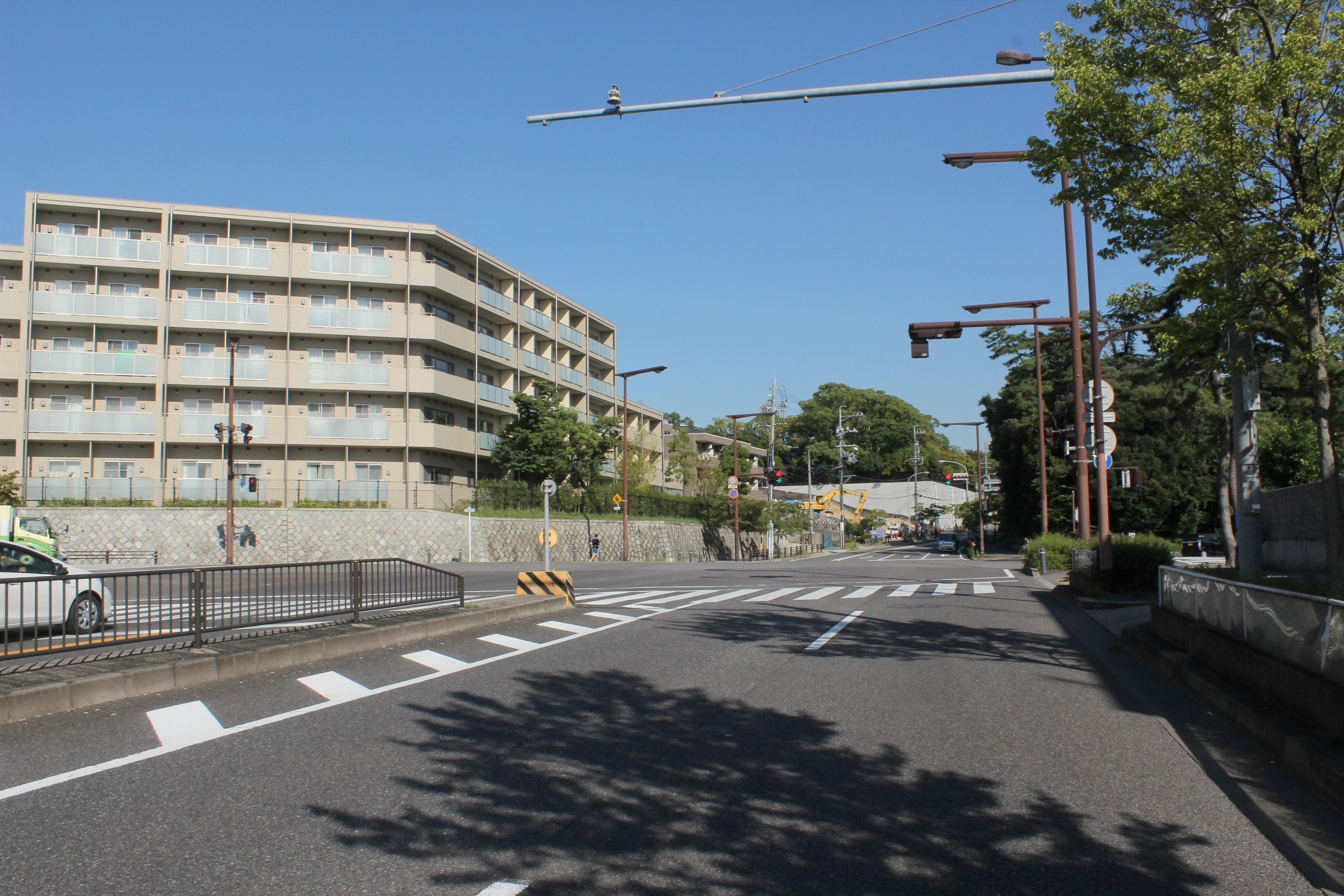
市道鏡ヶ池線と四谷通線が直交する四谷通3丁目交差点。手前道路までが開削で交差点部を含め奥が山岳工法区間。交差点直下を市営地下鉄名城線が横断する。
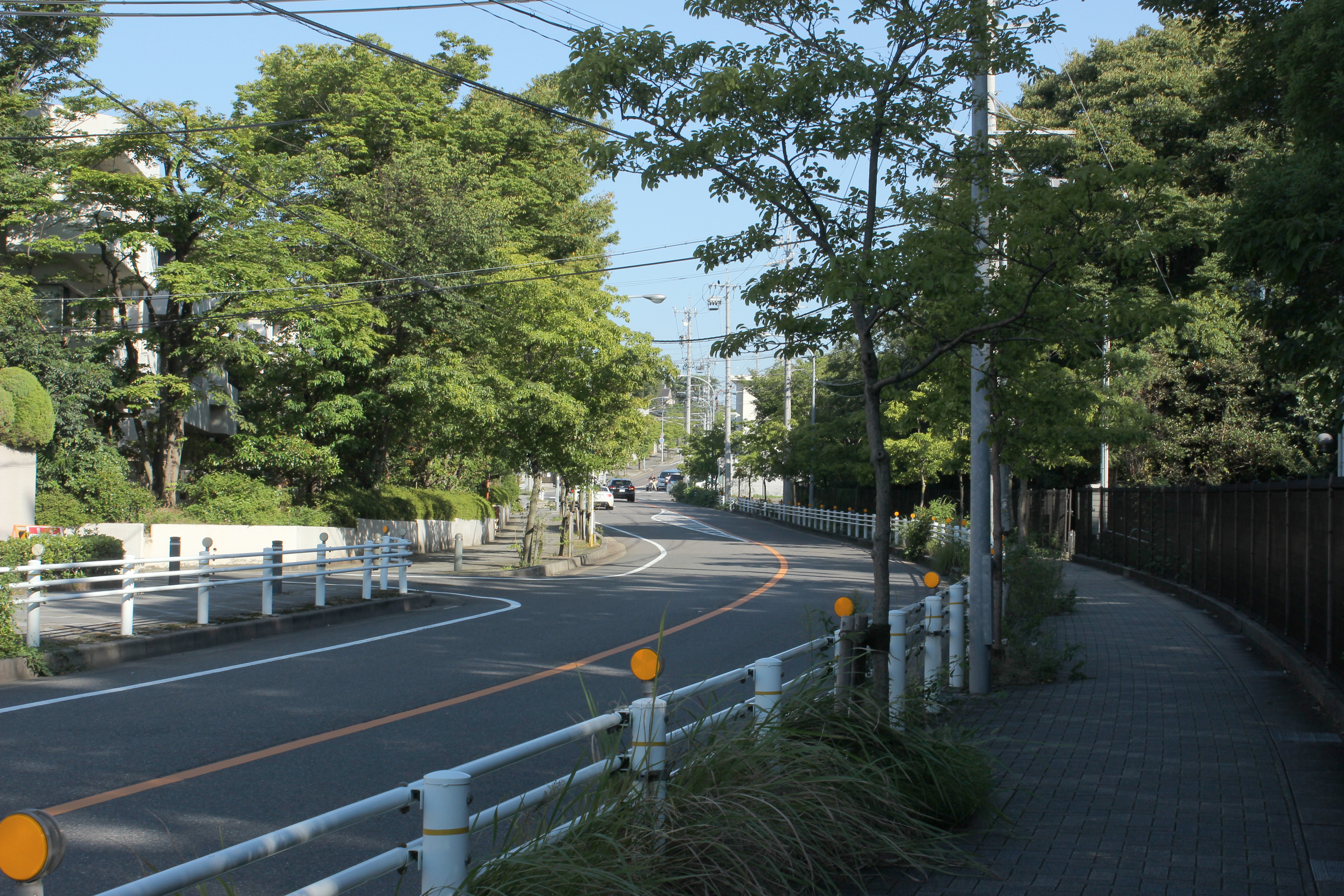
市道と閑静な住宅街の直下にトンネルを建設した。右は名古屋大学で西行きトンネル近傍に位置する。 （千種区東山元町）
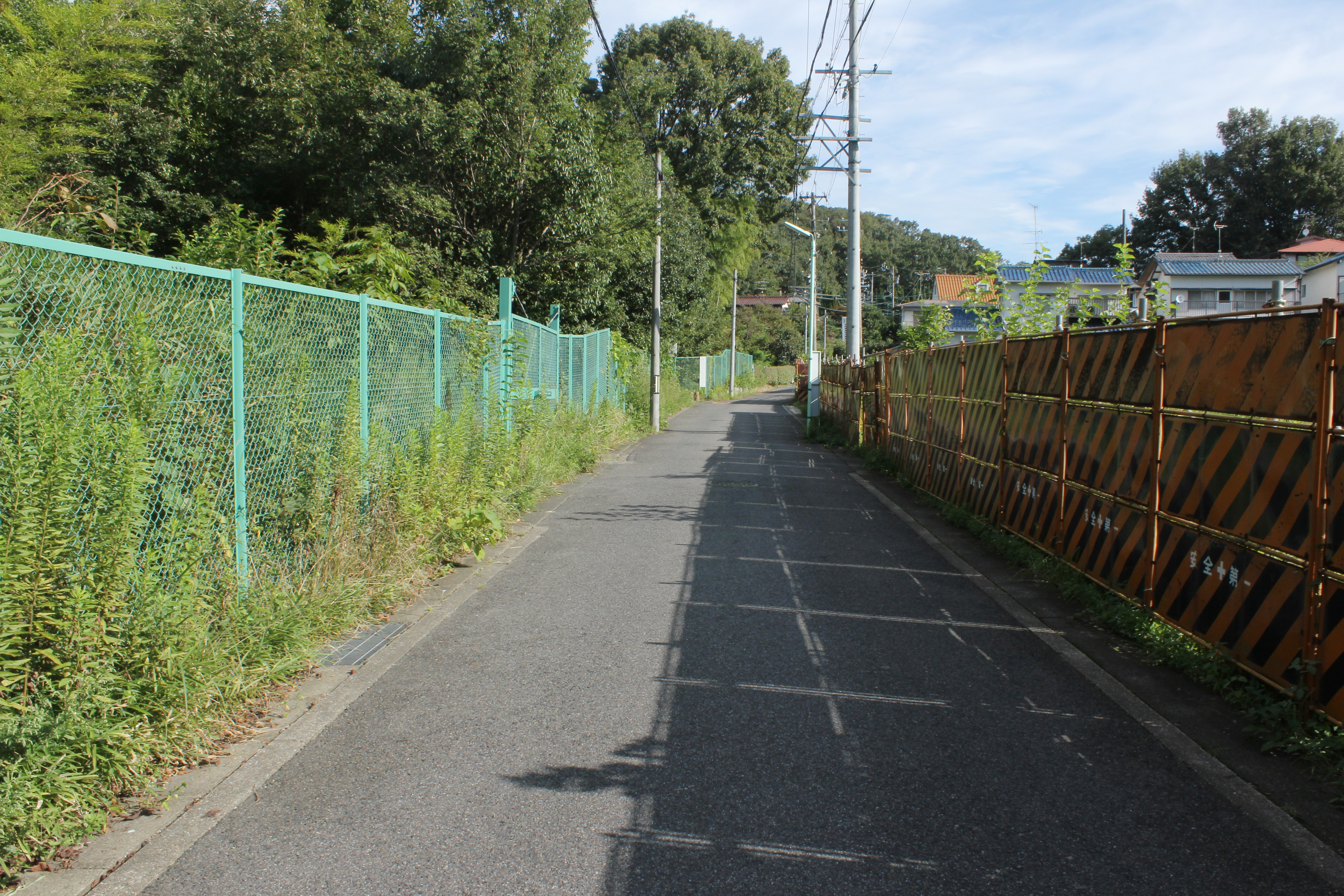
市道植田14号線（名東区藤巻町）[10]。この道路直下を土被り5mでトンネルが横断する。全工事区間の中で屈指の低土被り区域のため難工事となった[28]。

## トンネル設備

### 防災関係
| 西行きのトンネル内。画像左は東山換気所への連絡口兼転回路、画像右は四谷転回路。壁は白系のセラミック系無溶剤塗装として道路照明の輝度を向上させている。 |  | 西行きのトンネル内。画像左は東山換気所への連絡口兼転回路、画像右は四谷転回路。壁は白系のセラミック系無溶剤塗装として道路照明の輝度を向上させている。 |
| 西行きのトンネル内。画像左は東山換気所への連絡口兼転回路、画像右は四谷転回路。壁は白系のセラミック系無溶剤塗装として道路照明の輝度を向上させている。 |  | |

トンネル構造であるため、排気ガスが外へ出られないことから強制排気のための換気所が設置されている。換気所、換気設備の規模を決めるにあたっては計画交通量の算出が必須である。まず、トンネルの防災等級は、トンネル距離と計画交通量72,800台/日からAA級（掘割区間はA級）とされ、進行方向左側に幅員を広めに取った防災用避難通路を設けている。この計画交通量から、換気はトンネル内天井に換気ダクトを、地上部に大規模な換気所を3か所設置している。換気ダクトは天井にコンクリート製の板を設けて送気ダクトと排気ダクトに分かれ、送気は2つの換気所（排気も兼用）から送られ、ほか1つ（新池換気所）は送気専用とした。なお、天井板を設ける構造は、天井板崩落事故以前の笹子トンネルと同様の手法である。崩落事故ののち本トンネルにおいては緊急点検を実施している。なお、天井板については既に撤去の方針が決定し、2019年2月3日より終日通行止の上で撤去工事が始まっている。
非常駐車スペースは500m間隔で配され、トンネル全体で5箇所設置した。また、非常電話は100m間隔で設置した。非常時に消防車が反対車線に入るための転回路は5箇所（自動車対応分）となっている。2つの非常口のほかに東山換気所と緑橋換気所も地上と階段連絡することで非常口としての機能を有し、進行方向右側に転回路兼用の扉がある。そのほか、水噴霧設備、監視用テレビ装置、拡声放送設備を設けており、これらを管制する指令所は当初は黒川交通管制室と緑橋施設管制室の連携で行ったが、2011年以降は黒川交通管制室に一元化した。
最高速度は排気ガスによる煤煙の影響で視認性の低下が懸念されたことや、トンネル火災への対策も考慮して開通後しばらくの間は名古屋高速各線の標準的な最高速度よりも10km/hダウンとした50km/hで設定していたが、愛知県トラック協会がドライバーの時間外労働の規制（いわゆる2024年問題）に対応するため、輸送時間の短縮を目的に最高速度の引き上げを要望していた。それを受けて公社は照明のLED化や最高速度の変化に伴う騒音などの環境基準に問題がないことを確認したうえで2025年4月1日に最高速度を他線と同様の60km/hへ引き上げた。

### その他
トンネル内両壁は白系の着色鋼板、または塗装としてトンネル内を明るくしている。

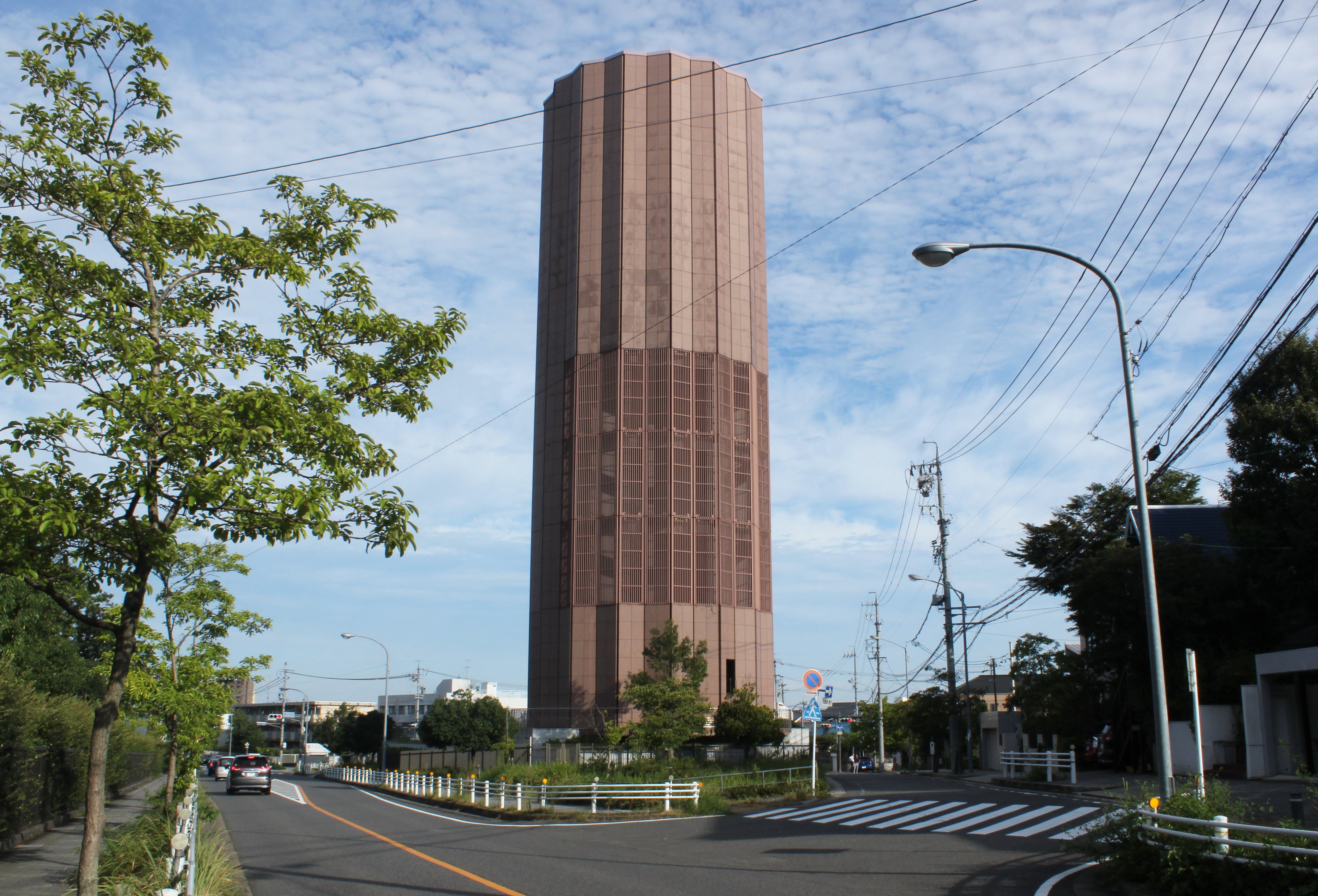
東山換気所（千種区東山元町）。住宅街に立地するため排気ガスが地上に蔓延しないよう対策を取っている。
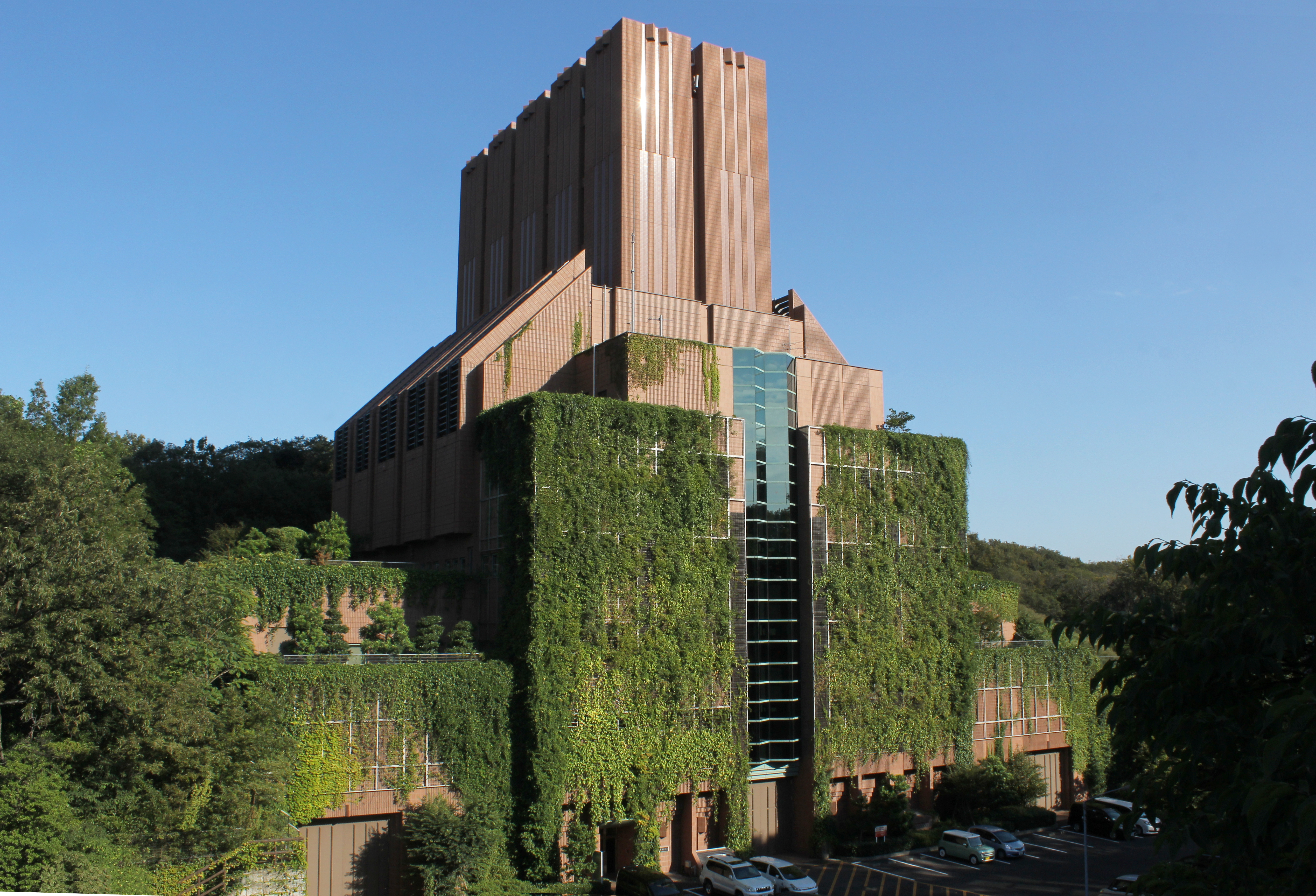
緑橋換気所（千種区天白町）。斜めの欠取り部から空気を取り込み（送気）、屋上から排気する[45]。壁はヘデラで覆われている。
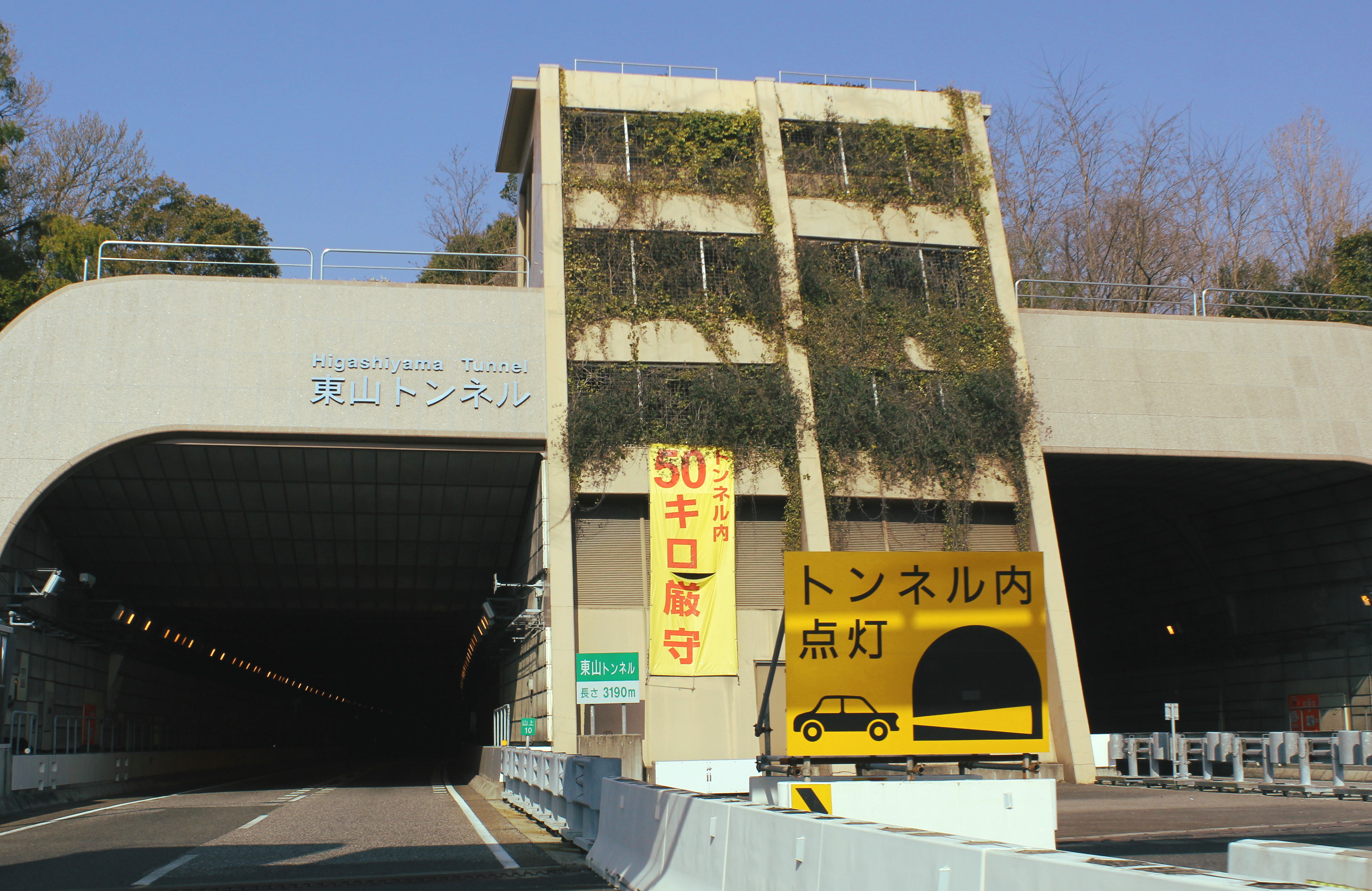
新池換気所（名東区藤巻町） 設備は送気のみ
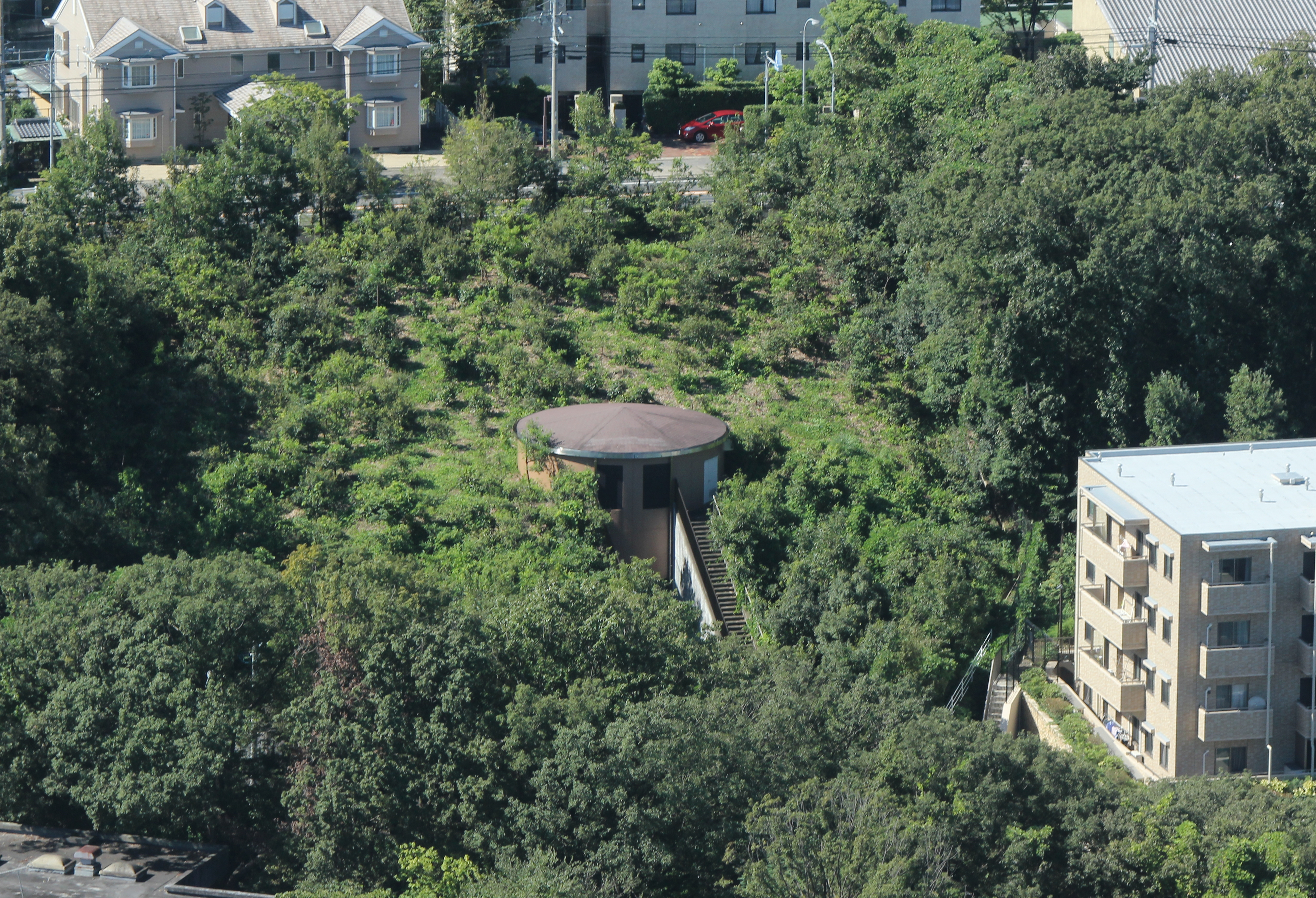
東山元町の非常口（1号立坑）
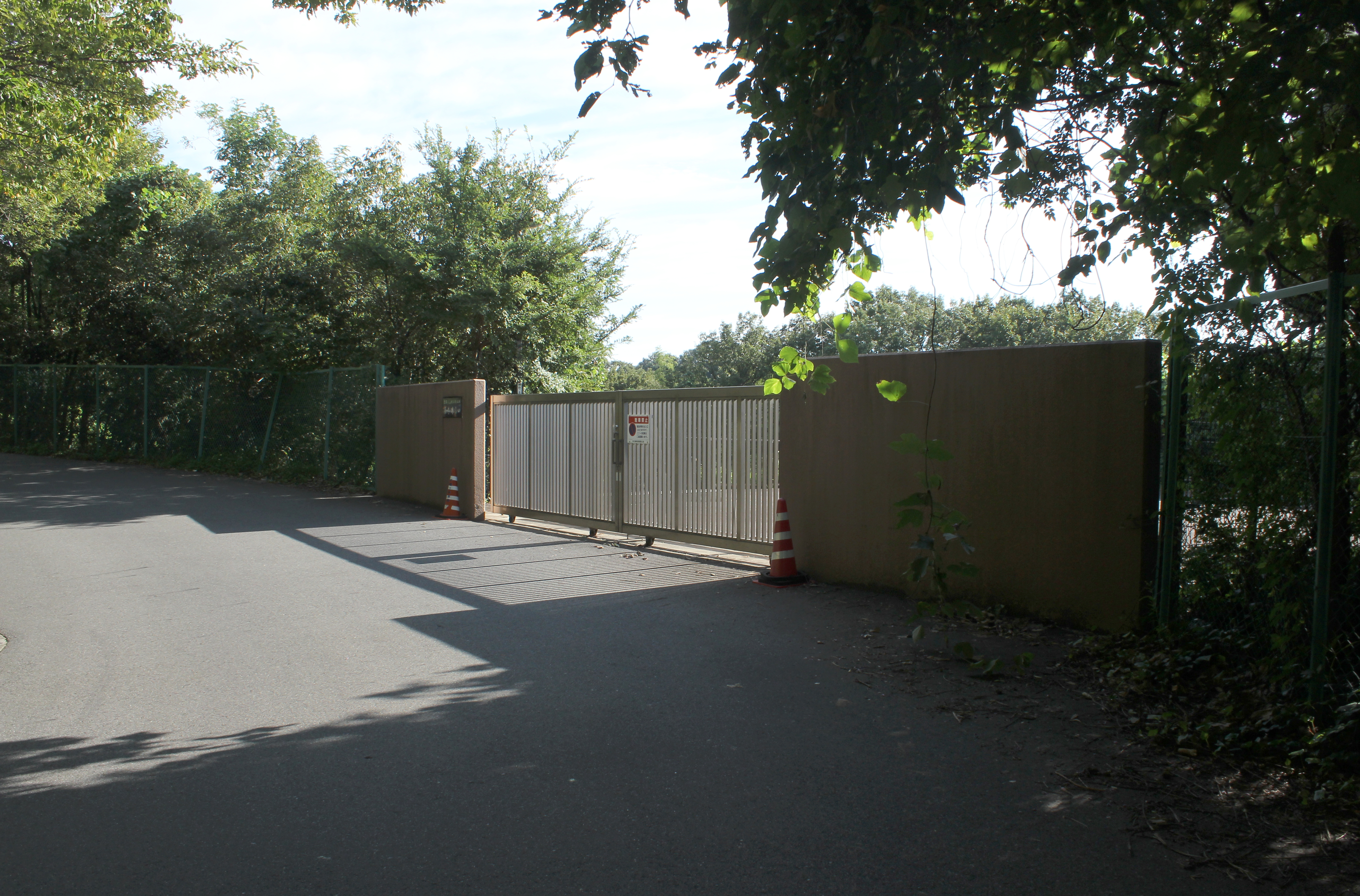
藤巻町の非常口（2号立坑）

## 歴史
高速1号線（5号万場線と2号東山線の総称）の東側ルートは当初予定された四谷出入口 - 名古屋ICを廃止のうえ、1976年11月に代替ルートとして四谷出入口 - 高針JCTに変更された（ルート変更の経緯については名古屋高速2号東山線#路線構想を参照）。この変更によって通過地域の住民は東山公園の自然破壊、排気ガスによる環境悪化の懸念から建設反対運動を展開した。ただし、変更当時は高針JCT接続の名古屋環状2号線の事業化が未決定のため、決定を見るまでは四谷以東は計画留保のうえ都市計画から除外、それに呼応して反対運動も下火になった。ただし、留保の間も都市計画決定に向けた水面下の作業が行われ、換気塔から排出される排気ガスの環境への影響、気流等の観測データを採取のうえ、住民立合いのもとで説明会を実施した。
その後、名古屋環状2号線専用部が事業認可を受け、高針ルート検討へのお膳立てが整いつつあったところへ、1987年11月の1号楠線および都心環状線の一部で半地下式から高架式に再変更する都市計画変更を受けて名古屋市は道路整備も新段階に入ったと判断、そのうえで、長年計画留保となっていた四谷 - 高針間の再検討を開始すると表明した。
これに伴って反対運動も再燃した。住民側は換気所から排出される排気ガスが起伏の多い当該地域の谷間に滞留することで公害増長の恐れがあると懸念を表明。これに対して公社は気流の実証実験を重ねて疑念の払拭に努めた。また、東名高速と東名阪自動車道を直結する通過交通が環境を悪化させるとの懸念も表明したが、こちらは伊勢湾岸自動車道豊田JCT - 四日市JCTの開通によって通過交通はそちらにシフトし、なおかつ豊田 - 四日市開通以後に四谷 - 高針間が開通することから通過交通は入ってこない、と名古屋市は釈明した。しかしながら、住民側が特に不満を募らせたのが、なぜ緑多き東山公園をルートに選定したのか、選定するなら国道153号直結ルートとする方が合理的ではないかとの主張であった。名古屋市はこれについて、153号ルートでは名古屋環状2号線との接続部（植田ICに該当）が大規模化して建設困難と説明した。また、東名高速名古屋ICに直結せず高針接続とすることは交通計画上不合理であるとの指摘については地下鉄が通っていることから建設不可との釈明を行った。他にも、排気ガス抑制の観点からトンネル区間の最高速度50km/hと予定しているが、それを守る車などあるのか、という意見も出された。
様々な不満が噴出するも、名古屋市は高針ルートが都市計画決定を進める上での基本となりうるとの考えを堅持して譲ることはなく、また、吹上 - 四谷間のみが先行開通すると四谷近辺で大渋滞が発生しかねないとの懸念や国からの同時開通の要望もあって、1976年の凍結以来15年の時を経て高針ルートの都市計画が決定をみた。

### 年表
- 1970年（昭和45年）9月25日 : 高速1号線として名古屋西IC - 名古屋ICを結ぶ当初案は再検討を要するとの判断から千種区鏡ヶ池以東は留保ということで最初の都市計画を決定[55]
- 1973年（昭和48年）1月19日 : 広小路ルートから名古屋ICに至る区間を都市計画決定[56]
- 1975年（昭和50年）
  - 4月15日 : 名古屋市は高速1号の広小路ルートから東山公園の南を直進のうえ、そのまま名古屋環状2号線に直結する新ルートを初めて公表[57]。
  - 5月27日 : 名古屋市は市議会建設環境部会に名古屋都市高速道路素案を提出。市道鏡ヶ池線の東端を変更し、東山公園から高針に至るルート案を盛り込む[58]。
  - 10月12日 : 高針ルート変更に反対する住民組織が発足[59]
- 1976年（昭和51年）11月29日 : 高針ルートへの変更案を名古屋環状2号が整備計画未決定との理由により一旦留保、併せて千種区鏡池通（四谷出入口） - 名古屋IC間を廃止することを都市計画決定[47]。
- 1977年（昭和52年）4月1日 : 藤巻町周辺にて排気ガスの影響調査の一環で通年気象観測を実施[47]。
- 1982年（昭和57年）11月5日 : 環状2号専用部は近畿自動車道名古屋亀山線として、名古屋西JCT - 名古屋IC間の都市計画決定[60]。
- 1987年（昭和62年）11月27日 : 名古屋市の定例市議会本会議で西尾名古屋市長が市議会議員の質問に答える形で四谷 - 高針間の留保解除と建設に向けた意思を初めて表明[7]。
- 1990年（平成2年）4月6日 : 四谷 - 高針間の都市計画変更原案概要について名古屋市が初の地元説明会を開催[50]。
- 1991年（平成3年）
  - 8月28日 : 千種区鏡池通終点から名東区猪高町（高針JCT）まで区間延伸する都市計画決定[33][3]。
  - 10月9日 : 路線認定[3]。
- 1992年（平成4年）10月 : 用地買収に着手[15]。
- 1992年（平成8年）11月11日 : 沿線住民への事業説明会を実施（11日と16日）[3]。
- 1996年（平成8年）10月1日 : 立坑工事に着手[61]。
- 2001年（平成13年）9月10日 : トンネルが貫通[62]。
- 2003年（平成15年）3月29日 : 東山トンネルを含む四谷出入口 - 高針JCT（3.6km）の開通により供用を開始[15]
- 2012年（平成24年）12月7、10、11日 : 笹子トンネル天井板崩落事故を受けてトンネル内の緊急点検を実施[35]。
- 2019年（平成31年）2月3日-2月28日：東山トンネル内の天井板撤去工事を実施、同期間は全面通行止めとなった[63]。
- 2025年（令和7年）4月1日：最高速度を50km/hから60km/hへ引き上げ[43]。

## 特記事項

### 環境・景観への配慮

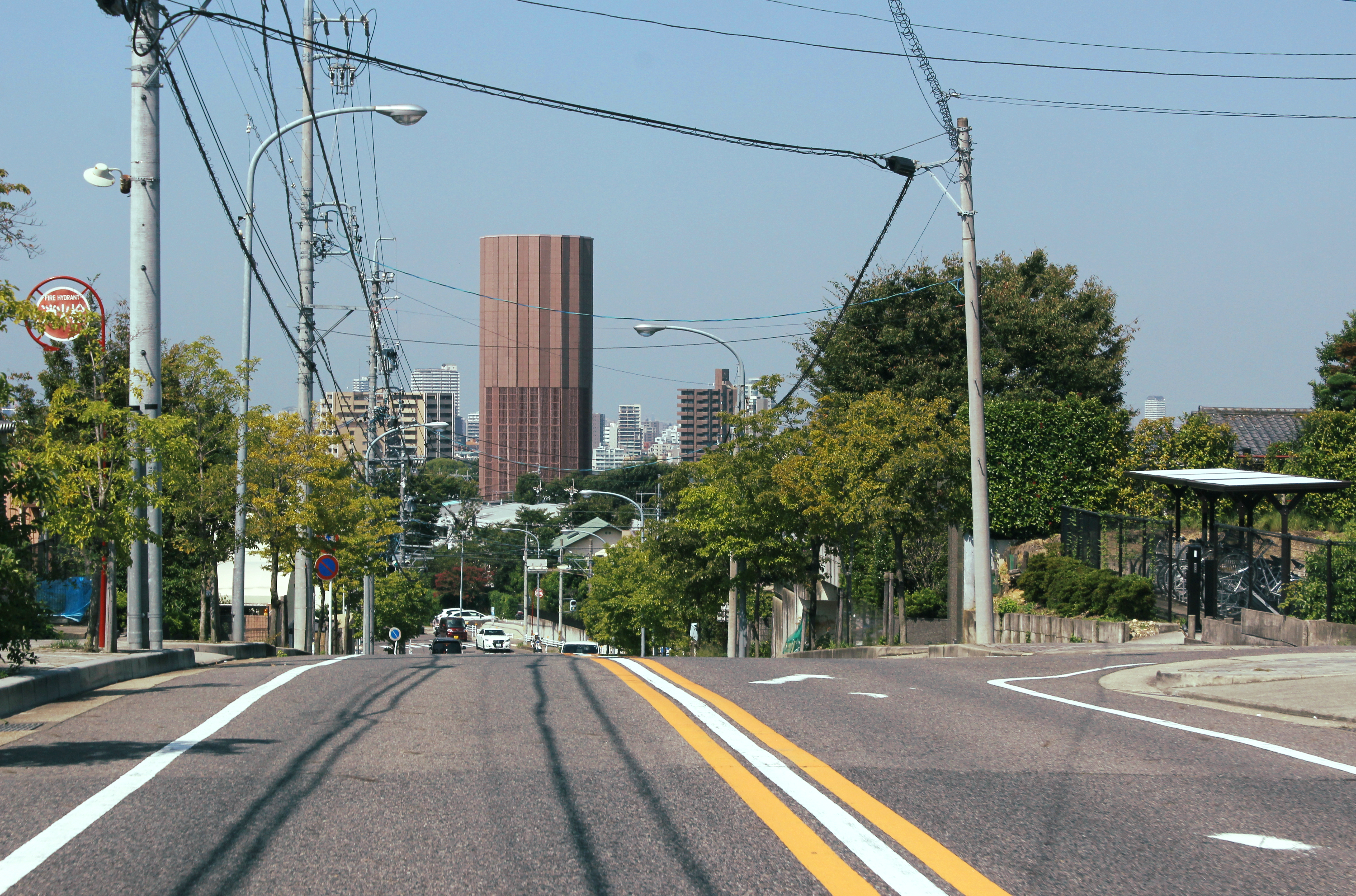
45mの高さゆえ目立つ換気塔。風致地区に立地するため景観との調和を図った。

先述したように換気方式は横流式を採用している。山岳トンネルでは縦流式、つまり汚染された空気を換気扇によって出入口まで流す方式が多勢であるが、出入口が市街地の都市では環境的に好ましい方式とは言えない。そこで東山トンネルでは、空気をトンネルに対して直角方向（地上に向かって）に流し、換気所のフィルターで空気を浄化して排出する横流式が採用された。また、換気所には排出と同時に新鮮な空気をトンネルに送り届ける送気機能も備えている。
トンネル上部が風致地区の住宅街である他、東山公園の区域内でもあることから、設置される換気所3か所については十分な景観への配慮が行われた。換気塔の内2つは、排気ガスによる周辺住民への影響を避けるため高さを45メートルとしたが、視覚的には圧迫感を感じさせないデザインとして景観に配慮した。残る1つは高針側の坑口中央に設けられ、背後の山と坑口との調和を持たせている。また、地元住民は換気所の色彩に注文をつけたが、公社は環境アセスメントによって茶色と決定した経緯から変更は困難として現状の色調に落ち着いている。なお、緑橋換気所については名古屋市からの指導を受け、巻ツル植物の植栽と壁面緑化を図るために登はんパネルを採用のうえヘデラで壁面を覆い周辺環境との調和を図った。
1976年に凍結された千種区鏡池通以東の計画留保を解除するためには、環境対策や沿線住民の建設に対する理解が必要とされた。公社は1978年に45mとした場合の換気所から排出される気流の拡散実験等を行って地域住民に対して説明を重ね、留保解除を取り付けている。

### 危険物積載車輛の通行制限について
当該トンネルに危険物積載車輛の通行制限は設けられていない。しかしながら、四谷出入口の建設工事の折に、障害となる山崎川を暗渠として埋めたうえで、出口付近の本線直上に流路を2本作ったことから水底トンネルの指定を受けかねない状況になった。仮に指定になった場合、四谷出入口は高針JCT方面との出入が出来ないことから必然的に東山トンネル区間も危険物積載車輛の通行が出来ないことになり、東西交通を円滑化する上でネックになるところであった。公社としては、仮に危険物積載車輛が流路直下で爆発し、川の水が地下道路に流入しても、車中の人は施設外への脱出は可能との資料を作成し、水底トンネルの指定を回避している。

### 通行料金への影響
当該トンネルの建設費用は、高架式と比較してkmあたり3倍に跳ね上がったため、償還費用やサービスレベル維持のためには通行料金引き上げも止む無しと判断され、650円から750円（当時）に引き上げられた。ただし、均一料金制の高速道路としては国内で最も高くなることから慎重論が出され、値上げについては四谷出入口 - 高針JCT間開業の1年後と決定され、2004年3月29日に値上げされた。また、高針ルートへの変更に伴う影響として、名古屋高速から直通で東名高速名古屋ICに接続する場合と比べて、別途名二環の通行料金が発生する結果となった。ただし、2021年5月1日に名古屋高速・名二環が均一料金制から対距離料金制に移行したため、ETC車の場合はこの影響を受けなくなる。

### 移動式オービスの運用
2018年10月29日、愛知県警察はトンネル内で可搬式（移動式）オービスによる速度超過の取り締まりを実施。高速道路上で可搬式オービスを運用した事例は首都高速に続き2例目、トンネル内では初。

## 隣のインターチェンジ
名古屋高速2号東山線
四谷出入口 - 東山トンネル - 高針TB - 高針出入口